# 蘇桑蓋爾德
蘇桑蓋爾德是伊朗的城市，位於該國西南部，由胡齊斯坦省負責管轄，距離首府阿瓦士約50公里，毗鄰與伊拉克接壤的邊境，海拔高度16米，2006年人口43,591。